# Bizwell Phiri
Bizwell Phiri (zm. 1994) – zambijski piłkarz grający na pozycji obrońcy. W swojej karierze grał w reprezentacji Zambii.

## Kariera klubowa
W swojej karierze piłkarskiej Phiri grał w klubach Vitafoam United FC i Jomo Cosmos FC.

## Kariera reprezentacyjna
W 1978 roku Phiri został powołany do reprezentacji Zambii na Puchar Narodów Afryki 1978. W tym turnieju zagrał w dwóch meczach: z Górną Woltą (2:0), w którym strzelił gola i z Nigerią (0:0).